# Sorocaba
Sorocaba – miasto w południowo-wschodniej Brazylii, w stanie São Paulo. Około 687 357 mieszkańców.
W mieście rozwinął się przemysł maszynowy, metalurgiczny, elektroniczny, elektrotechniczny oraz włókienniczy.
W mieście mają siedzibę kluby piłkarskie EC São Bento i Atlético Sorocaba.